# Fußballclub Carl Zeiss Jena 2020-2021
Questa voce raccoglie le informazioni riguardanti il Fußballclub Carl Zeiss Jena nelle competizioni ufficiali della stagione 2020-2021.

## Stagione
Nella stagione 2020-2021 il Carl Zeiss Jena, allenato da Dirk Kunert, concluse il campionato di Regionalliga nordest al 4º posto. In Coppa di Germania il Carl Zeiss Jena fu eliminato al primo turno dal Werder Brema.

## Rosa
| N. |                     | Ruolo | Calciatore              |
| -- | ------------------- | ----- | ----------------------- |
| 2  | Germania (bandiera) | A     | Alexander Prokopenko    |
| 3  | Germania (bandiera) | D     | Felix Rehder            |
| 4  | Germania (bandiera) | D     | Dennis Slamar           |
| 5  | Germania (bandiera) | A     | Maximilian Oesterhelweg |
| 6  | Germania (bandiera) | C     | Thomas Steinherr        |
| 6  | Germania (bandiera) | A     | Kodjo Amesse            |
| 7  | Germania (bandiera) | A     | Pasqual Verkamp         |
| 8  | Germania (bandiera) | D     | Niclas Fiedler          |
| 9  | Germania (bandiera) | C     | René Eckardt            |
| 10 | Germania (bandiera) | C     | Theodor Bergmann        |
| 11 | Germania (bandiera) | C     | Can Düzel               |
| 12 | Germania (bandiera) | P     | Lukas Sedlak            |
| 13 | Germania (bandiera) | A     | Vasileios Dedidis       |
| 14 | Germania (bandiera) | C     | Dominik Bock            |

| N. |                        | Ruolo | Calciatore     |
| -- | ---------------------- | ----- | -------------- |
| 15 | Germania (bandiera)    | D     | Marius Grösch  |
| 16 | Germania (bandiera)    | D     | Eric Voufack   |
| 17 | Germania (bandiera)    | D     | Kevin Wolf     |
| 18 | Germania (bandiera)    | A     | Niklas Jahn    |
| 18 | Germania (bandiera)    | A     | Franz Jobst    |
| 19 | Germania (bandiera)    | C     | Matti Langer   |
| 20 | Germania (bandiera)    | C     | René Lange     |
| 21 | Stati Uniti (bandiera) | C     | Lucas Stauffer |
| 22 | Germania (bandiera)    | P     | Kevin Kratzsch |
| 23 | Germania (bandiera)    | A     | Fabian Eisele  |
| 24 | Germania (bandiera)    | C     | Moritz Leibelt |
| 25 | Germania (bandiera)    | C     | Justin Schau   |
|    | Germania (bandiera)    | D     | Nick Neca      |
|    | Germania (bandiera)    | D     | Robert Winkler |

## Organigramma societario
Area tecnica
- Allenatore: Dirk Kunert
- Allenatore in seconda: René Klingbeil, Mounier Raychouni
- Preparatore dei portieri: Bernd Lindrath
- Preparatori atletici:
- Analisi video:

## Calciomercato

### Sessione estiva
| Acquisti | Acquisti                | Acquisti            | Acquisti |
| R.       | Nome                    | da                  | Modalità |
| -------- | ----------------------- | ------------------- | -------- |
| A        | Fabian Eisele           | Steinbach           |          |
| D        | Dennis Slamar           | Sonnenhof G.        |          |
| C        | Thomas Steinherr        | Homburg             |          |
| A        | Maximilian Oesterhelweg | Chemnitz            |          |
| C        | Theodor Bergmann        | Kaiserslautern      |          |
| C        | Lucas Stauffer          | Wacker Nordhausen   |          |
| C        | Matti Langer            | Chemnitz            |          |
| C        | Can Düzel               | Lüneburger          |          |
| C        | René Lange              | Zwickau             |          |
| D        | Felix Müller            | Wacker Nordhausen   |          |
| A        | Kodjo Amesse            | Carl Zeiss Jena U19 |          |
| A        | Franz Jobst             | Rot-Weiß Erfurt U19 |          |

| Cessioni | Cessioni               | Cessioni            | Cessioni |
| R.       | Nome                   | a                   | Modalità |
| -------- | ---------------------- | ------------------- | -------- |
| D        | Felix Müller           | Meuselwitz          |          |
| D        | Maximilian Rohr        | Amburgo II          |          |
| A        | Julian Günther-Schmidt | Fortuna Colonia     |          |
| C        | Raphael Obermair       | Magdeburgo          |          |
| D        | Dominic Volkmer        | Duisburg            |          |
| D        | Pierre Fassnacht       | RW Oberhausen       |          |
| P        | Jo Coppens             | Lillestrøm          |          |
| A        | Daniele Gabriele       | Türkgücü            |          |
| C        | Max Gottwald           | South Florida Bulls |          |
| C        | Laurens Zintsch        | Meuselwitz          |          |
| C        | Anton Donkor           | Waldhof Mannheim    |          |
| C        | Ole Käuper             | Werder Brema II     |          |
| D        | Tim Kircher            | Karlsruhe           |          |
| D        | Patrick Schorr         | Türk Gücü Friedberg |          |
| A        | Meris Skenderović      | Hoffenheim II       |          |

## Risultati

### Regionalliga nordest

#### Girone di andata
| Arbitro: | Bärmann |

|                  |           |             |
| Oesterhelweg 10’ | Marcatori | 13’ Schmidt |

| Arbitro: | Kluge |

|                                 |           |                  |
| Putze 26’ Shoshi 42’ Stagge 75’ | Marcatori | 20’ Oesterhelweg |

| Arbitro: | Wien |

|             |           |             |
| Dedidis 90’ | Marcatori | 55’ Schinke |

| Arbitro: | Hempel |

|             |           |            |
| Förster 45’ | Marcatori | 37’ Slamar |

| Arbitro: | Albert |

|                                           |           |  |
| Verkamp 19’ Dedidis 27’ Ziemer 86’ (aut.) | Marcatori |  |

| Arbitro: | Burghardt |

|                     |           |                                                        |
| Abu-Alfa 83’ (rig.) | Marcatori | 7’, 26’ Verkamp 33’ Oesterhelweg 79’ Eckardt 86’ Düzel |

| Arbitro: | Hagemann |

|  |           |                       |
|  | Marcatori | 17’ Verkamp 90’ Düzel |

| Arbitro: | Kutscher |

|                              |           |  |
| Fiedler 67’ Oesterhelweg 87’ | Marcatori |  |

| Bautzen 11 novembre 2020 9ª giornata | Bischofswerdaer | – non disputata referto | Carl Zeiss Jena | Müllerwiese |

| Arbitro: | Müller |

|                      |           |            |
| Verkamp 61’ Wolf 72’ | Marcatori | 45’ Bickel |

| Arbitro: | Markhoff |

|                   |           |                                                  |
| Polichronakis 36’ | Marcatori | 8’ (aut.) Dramé 25’ (rig.) Oesterhelweg 28’ Wolf |

| Arbitro: | Schipke |

|            |           |                      |
| Eisele 82’ | Marcatori | 22’ Koch 38’ Gladrow |

| Arbitro: | Burghardt |

|                                           |           |                           |
| Meyer 10’, 22’, 42’ Skoda 27’ Ciğerci 58’ | Marcatori | 36’ Eckardt 60’ Steinherr |

| 7 novembre 2020, ore CET 14ª giornata | Carl Zeiss Jena | – non disputata | TeBe Berlino |  |

| 22 novembre 2020, ore CET 15ª giornata | Lichtenberg 47 | – non disputata | Carl Zeiss Jena |  |

| 29 novembre 2020, ore CET 16ª giornata | Carl Zeiss Jena | – non disputata | Meuselwitz |  |

| 6 dicembre 2020, ore CET 17ª giornata | Viktoria Berlino | – non disputata | Carl Zeiss Jena |  |

| 13 dicembre 2020, ore CET 18ª giornata | Carl Zeiss Jena | – non disputata | VfB Auerbach |  |

| 20 dicembre 2020, ore CET 19ª giornata | Germania Halberstadt | – non disputata | Carl Zeiss Jena |  |

#### Girone di ritorno
| 24 gennaio 2021, ore CET 20ª giornata | Babelsberg | – non disputata | Carl Zeiss Jena |  |

| 31 gennaio 2021, ore CET 21ª giornata | Carl Zeiss Jena | – non disputata | Union Fürstenwalde |  |

| 7 febbraio 2021, ore CET 22ª giornata | Lokomotive Lipsia | – non disputata | Carl Zeiss Jena |  |

| 14 febbraio 2021, ore CET 23ª giornata | Carl Zeiss Jena | – non disputata | BFC Dynamo |  |

| 21 febbraio 2021, ore CET 24ª giornata | Hertha Berlino II | – non disputata | Carl Zeiss Jena |  |

| 28 febbraio 2021, ore CET 25ª giornata | Carl Zeiss Jena | – non disputata | Berliner AK 07 |  |

| 7 marzo 2021, ore CET 26ª giornata | Carl Zeiss Jena | – non disputata | Chemie Lipsia |  |

| 14 marzo 2021, ore CET 27ª giornata | Luckenwalde | – non disputata | Carl Zeiss Jena |  |

| 21 marzo 2021, ore CET 28ª giornata | Carl Zeiss Jena | – non disputata | Bischofswerdaer |  |

| 4 aprile 2021, ore CEST 29ª giornata | Chemnitz | – non disputata | Carl Zeiss Jena |  |

| 11 aprile 2021, ore CEST 30ª giornata | Carl Zeiss Jena | – non disputata | Optik Rathenow |  |

| 18 aprile 2021, ore CEST 31ª giornata | Energie Cottbus | – non disputata | Carl Zeiss Jena |  |

| 25 aprile 2021, ore CEST 32ª giornata | Carl Zeiss Jena | – non disputata | Altglienicke |  |

| 2 maggio 2021, ore CEST 33ª giornata | TeBe Berlino | – non disputata | Carl Zeiss Jena |  |

| 9 maggio 2021, ore CEST 34ª giornata | Carl Zeiss Jena | – non disputata | Lichtenberg 47 |  |

| 16 maggio 2021, ore CEST 35ª giornata | Meuselwitz | – non disputata | Carl Zeiss Jena |  |

| 30 maggio 2021, ore CEST 36ª giornata | Carl Zeiss Jena | – non disputata | Viktoria Berlino |  |

| 6 giugno 2021, ore CEST 37ª giornata | VfB Auerbach | – non disputata | Carl Zeiss Jena |  |

| 13 giugno 2021, ore CEST 38ª giornata | Carl Zeiss Jena | – non disputata | Germania Halberstadt |  |

### Coppa di Germania
| Arbitro: | Siebert |

|  |           |                       |
|  | Marcatori | 49’ Sargent 88’ Chong |

## Statistiche

### Statistiche di squadra
| Competizione      | Punti | In casa | In casa | In casa | In casa | In casa | In casa | In trasferta | In trasferta | In trasferta | In trasferta | In trasferta | In trasferta | Totale | Totale | Totale | Totale | Totale | Totale | DR |
| Competizione      | Punti | G       | V       | N       | P       | Gf      | Gs      | G            | V            | N            | P            | Gf           | Gs           | G      | V      | N      | P      | Gf     | Gs     | DR |
| ----------------- | ----- | ------- | ------- | ------- | ------- | ------- | ------- | ------------ | ------------ | ------------ | ------------ | ------------ | ------------ | ------ | ------ | ------ | ------ | ------ | ------ | -- |
| Regionalliga      | 21    | 6       | 3       | 2       | 1       | 10      | 5       | 6            | 3            | 1            | 2            | 14           | 11           | 12     | 6      | 3      | 3      | 24     | 16     | +8 |
| Coppa di Germania | -     | 1       | 0       | 0       | 1       | 0       | 2       | 0            | 0            | 0            | 0            | 0            | 0            | 1      | 0      | 0      | 1      | 0      | 2      | -2 |
| Totale            | 21    | 7       | 3       | 2       | 2       | 10      | 7       | 6            | 3            | 1            | 2            | 14           | 11           | 13     | 6      | 3      | 4      | 24     | 18     | +6 |

### Andamento in campionato
| Giornata  | 1  | 2  | 3  | 4  | 5  | 6 | 7 | 8 | 9 | 10 | 11 | 12 | 13 | 14 | 15 | 16 | 17 | 18 | 19 | 20 | 21 | 22 | 23 | 24 | 25 | 26 | 27 | 28 | 29 | 30 | 31 | 32 | 33 | 34 | 35 | 36 | 37 | 38 |
| --------- | -- | -- | -- | -- | -- | - | - | - | - | -- | -- | -- | -- | -- | -- | -- | -- | -- | -- | -- | -- | -- | -- | -- | -- | -- | -- | -- | -- | -- | -- | -- | -- | -- | -- | -- | -- | -- |
| Luogo     | C  | T  | C  | T  | C  | T | T | C | T | C  | T  | C  | T  | C  | T  | C  | T  | C  | T  | T  | C  | T  | C  | T  | C  | C  | T  | C  | T  | C  | T  | C  | T  | C  | T  | C  | T  | C  |
| Risultato | N  | P  | N  | N  | V  | V | V | V |   | V  | V  | P  | P  |    |    |    |    |    |    |    |    |    |    |    |    |    |    |    |    |    |    |    |    |    |    |    |    |    |
| Posizione | 10 | 13 | 17 | 18 | 11 | 7 | 4 | 3 | 3 | 3  | 3  | 3  | 4  | 4  | 4  | 4  | 4  | 4  | 4  | 4  | 4  | 4  | 4  | 4  | 4  | 4  | 4  | 4  | 4  | 4  | 4  | 4  | 4  | 4  | 4  | 4  | 4  | 4  |

Legenda:

Luogo: C = Casa; T = Trasferta. Risultato: V = Vittoria; N = Pareggio; P = Sconfitta.

### Statistiche dei giocatori
| Giocatore       | Regionalliga | Regionalliga | Regionalliga | Regionalliga | Coppa di Germania | Coppa di Germania | Coppa di Germania | Coppa di Germania | Totale   | Totale | Totale      | Totale     |
| Giocatore       | Presenze     | Reti         | Ammonizioni  | Espulsioni   | Presenze          | Reti              | Ammonizioni       | Espulsioni        | Presenze | Reti   | Ammonizioni | Espulsioni |
| --------------- | ------------ | ------------ | ------------ | ------------ | ----------------- | ----------------- | ----------------- | ----------------- | -------- | ------ | ----------- | ---------- |
| K. Amesse       | 0            | 0            | 0            | 0            | 0                 | 0                 | 0                 | 0                 | 0        | 0      | 0           | 0          |
| T. Bergmann     | 10           | 0            | 1            | 1            | 1                 | 0                 | 0                 | 0                 | 11       | 0      | 1           | 1          |
| D. Bock         | 5            | 0            | 0            | 0            | 1                 | 0                 | 0                 | 0                 | 6        | 0      | 0           | 0          |
| V. Dedidis      | 7            | 2            | 1            | 0            | 0                 | 0                 | 0                 | 0                 | 7        | 2      | 1           | 0          |
| C. Düzel        | 7            | 2            | 1            | 0            | 1                 | 0                 | 0                 | 0                 | 8        | 2      | 1           | 0          |
| R. Eckardt      | 12           | 2            | 2            | 0            | 1                 | 0                 | 1                 | 0                 | 13       | 2      | 3           | 0          |
| F. Eisele       | 4            | 1            | 0            | 0            | 0                 | 0                 | 0                 | 0                 | 4        | 1      | 0           | 0          |
| N. Fiedler      | 9            | 1            | 1            | 0            | 0                 | 0                 | 0                 | 0                 | 9        | 1      | 1           | 0          |
| M. Grösch       | 12           | 0            | 4            | 0            | 1                 | 0                 | 0                 | 0                 | 13       | 0      | 4           | 0          |
| N. Jahn         | 2            | 0            | 0            | 0            | 0                 | 0                 | 0                 | 0                 | 2        | 0      | 0           | 0          |
| F. Jobst        | 1            | 0            | 0            | 0            | 0                 | 0                 | 0                 | 0                 | 1        | 0      | 0           | 0          |
| K. Kratzsch     | 0            | 0            | 0            | 0            | 0                 | 0                 | 0                 | 0                 | 0        | 0      | 0           | 0          |
| R. Lange        | 11           | 0            | 1            | 1            | 1                 | 0                 | 0                 | 0                 | 12       | 0      | 1           | 1          |
| M. Langer       | 5            | 0            | 0            | 0            | 0                 | 0                 | 0                 | 0                 | 5        | 0      | 0           | 0          |
| M. Leibelt      | 1            | 0            | 0            | 0            | 0                 | 0                 | 0                 | 0                 | 1        | 0      | 0           | 0          |
| F. Müller       | 4            | 0            | 1            | 0            | 0                 | 0                 | 0                 | 0                 | 4        | 0      | 1           | 0          |
| N. Neca         | 0            | 0            | 0            | 0            | 0                 | 0                 | 0                 | 0                 | 0        | 0      | 0           | 0          |
| F. Niemann      | 0            | 0            | 0            | 0            | 0                 | 0                 | 0                 | 0                 | 0        | 0      | 0           | 0          |
| M. Oesterhelweg | 12           | 5            | 1            | 0            | 1                 | 0                 | 1                 | 0                 | 13       | 5      | 2           | 0          |
| A. Prokopenko   | 4            | 0            | 1            | 0            | 1                 | 0                 | 0                 | 0                 | 5        | 0      | 1           | 0          |
| F. Rehder       | 0            | 0            | 0            | 0            | 0                 | 0                 | 0                 | 0                 | 0        | 0      | 0           | 0          |
| M. Rohr         | 2            | 0            | 0            | 0            | 0                 | 0                 | 0                 | 0                 | 2        | 0      | 0           | 0          |
| J. Schau        | 11           | 0            | 3            | 0            | 1                 | 0                 | 0                 | 0                 | 12       | 0      | 3           | 0          |
| L. Sedlak       | 12           | 0            | 0            | 0            | 1                 | 0                 | 0                 | 0                 | 13       | 0      | 0           | 0          |
| D. Slamar       | 8            | 1            | 5            | 0            | 1                 | 0                 | 1                 | 0                 | 9        | 1      | 6           | 0          |
| L. Stauffer     | 10           | 0            | 3            | 0            | 1                 | 0                 | 0                 | 0                 | 11       | 0      | 3           | 0          |
| T. Steinherr    | 7            | 1            | 0            | 0            | 1                 | 0                 | 1                 | 0                 | 8        | 1      | 1           | 0          |
| P. Verkamp      | 11           | 5            | 4            | 0            | 1                 | 0                 | 0                 | 0                 | 12       | 5      | 4           | 0          |
| E. Voufack      | 0            | 0            | 0            | 0            | 0                 | 0                 | 0                 | 0                 | 0        | 0      | 0           | 0          |
| R. Winkler      | 0            | 0            | 0            | 0            | 0                 | 0                 | 0                 | 0                 | 0        | 0      | 0           | 0          |
| K. Wolf         | 11           | 2            | 3            | 0            | 1                 | 0                 | 0                 | 0                 | 12       | 2      | 3           | 0          |